# Cá khoai

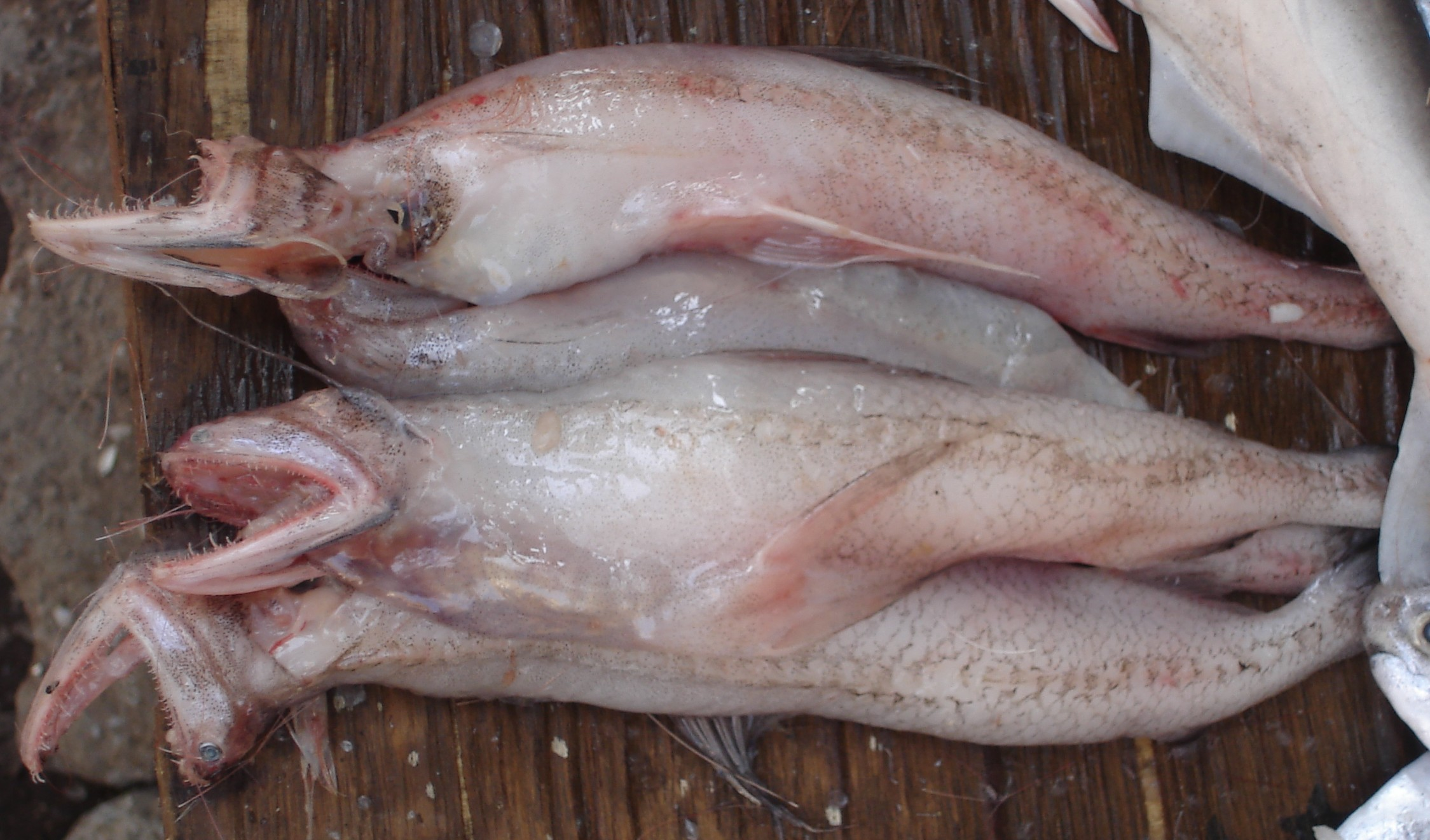
Cá khoai bán ở chợ ở Mumbai

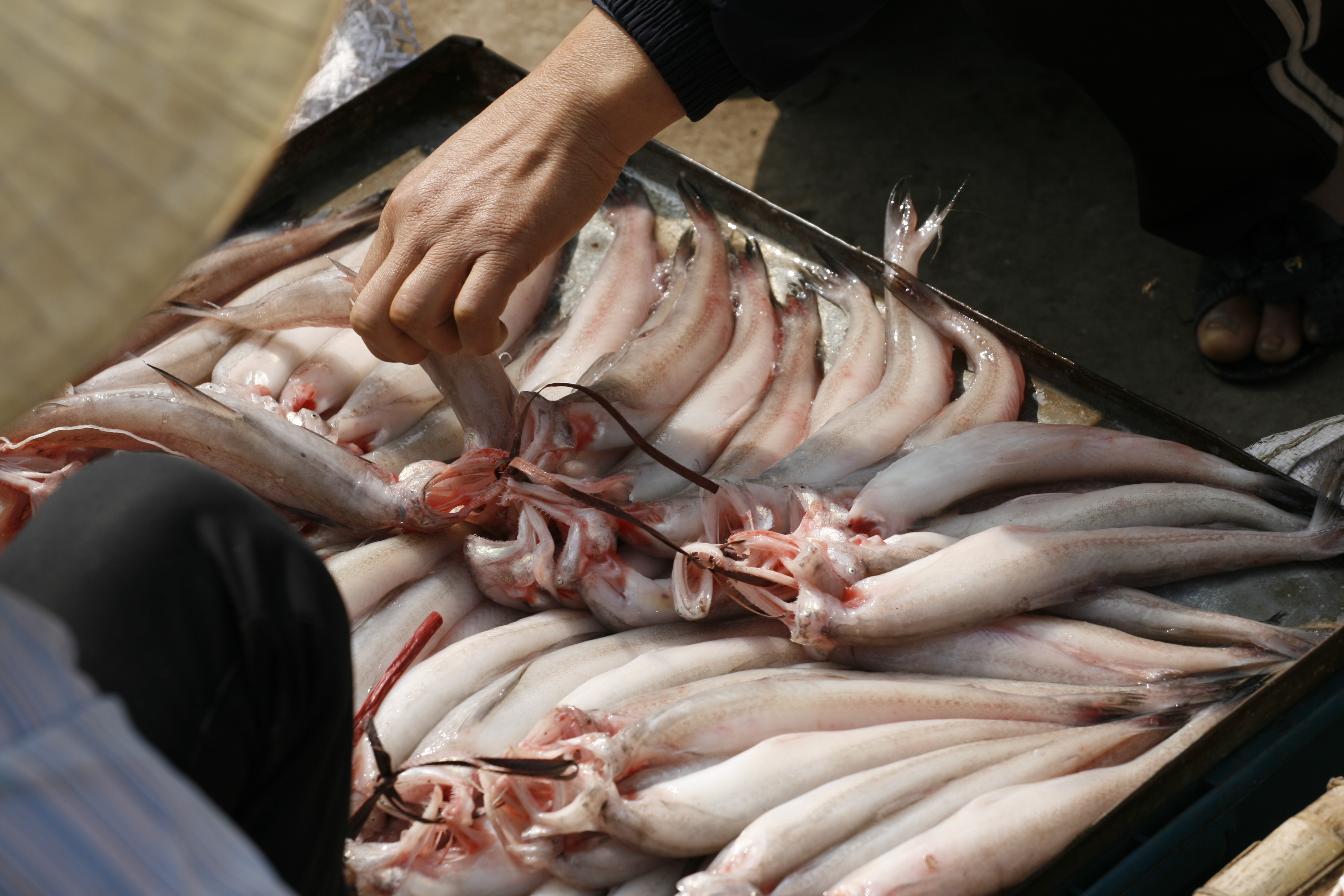
Cá khoai ở Việt Nam

Cá khoai (danh pháp hai phần: Harpadon nehereus) là một loài cá biển thuộc họ Synodontidae. Loài cá này là loài bản địa vùng nước từ Mumbai đến biển Ả Rập và một số lượng nhỏ cũng được tìm thấy ở vịnh Bengal. Số lượng lớn cũng hiện diện ở Biển Đông. Loài này được đánh bắt để tiêu thụ. Năm 1997, EU hạn chế nhập loài cá này do không rõ về tình trạng vệ sinh dịch tễ.
Ở Việt Nam, cá này xuất hiện vào tháng 10 đến tháng 2 năm sau, Tập trung chủ yếu dọc ven biển Duyên hải Miền Trung.